# Abraham Pelt
Abraham Pelt (født 11. februar 1695 i København, død 14. april 1783 samme sted) var en dansk fabrikant og legatstifter.
Hans far var en sukkermester fra Amsterdam, der havde fået en aftale om at anlægge et sukkerraffinaderi på Christianshavn. Da Abraham Pelt overtog det, var det meget virksomt og det fortsatte i hans tid. Efter Københavns brand i 1728 blev det hele flyttet til Gammeltorv, da mange af lokalerne var brændt ned.

## Legatstiftelse
I 1779 stiftede Abraham Pelt Den Pelske plejestiftelse, der havde til formål at støtte gamle mænd og kvinder i Larslejsstræde i København.